# Монтазола
Монтазола (італ. Montasola) — муніципалітет в Італії, у регіоні Лаціо, провінція Рієті.
Монтазола розташована на відстані близько 60 км на північ від Рима, 16 км на захід від Рієті.
Населення — 406 осіб (2014).

## Демографія
Населення за роками:

Станом на 1 січня 2023 року в муніципалітеті офіційно проживало 19 іноземців з 7 країн, серед них 15 громадян країн Євросоюзу.

## Сусідні муніципалітети
- Касперія
- Контільяно
- Коттанелло
- Торрі-ін-Сабіна
- Ваконе